# Stazione di Gambolò-Remondò
Stazione di Gambolò-Remondò vasútállomás Olaszországban, Lombardia régióban, Gambolò településen.

## Vasútvonalak
Az állomást az alábbi vasútvonalak érintik:
- Vercelli–Pavia-vasútvonal

## Kapcsolódó állomások
A vasútállomáshoz az alábbi állomások vannak a legközelebb:
- Stazione di Tromello
- Stazione di Mortara